# کارانوواتس (واروارین)
کارانوواتس (به صربی: Karanovac) یک منطقهٔ مسکونی در صربستان است که در ورورین واقع شده‌است. کارانوواتس ۲۹۰ نفر جمعیت دارد و ۲۲۵ متر بالاتر از سطح دریا واقع شده‌است.